# نیکولا گدارد
نیکولا کاتلین سارا گدارد (۲ مه ۱۹۸۰ – ۱۷ می ۲۰۰۶) سروان توپخانه نیروی زمینی ارتش کانادا و اولین سرباز زن کانادایی و شانزدهمین سرباز کانادایی بود که در افغانستان کشته شد. وی دارای مدال خدمات شایسته‌است. گدارد در یکی از عملیات‌های ارتش کانادا در افغانستان در می ۲۰۰۶ در شهر قندهار کشته شد.

## پیشینه
گدارد که از معلمان مدرسه بریتانیایی و کانادایی در مادانگ، پاپوآ گینه نو متولد شد، بیشتر دوران کودکی خود را در مکان‌های مختلف از جمله دریاچه سیاه و لاک لا رونگ، ساسکاچوان گذراند. او دبستان را در ادمونتون، آلبرتا، و دبیرستان در آنتیگونیش نوا اسکوشیا تحصیل کرد. در نوجوانی او با با نام مستعار مراقب خرس‌ها در تیم اسکی نوا اسکوشیا حضور داشت و همچنین سرگرمی‌های او شامل اسکی صحرایی و دویدن نیز بود و بارها در ورزش دوگانه شرکت کرده بود. در اوایل دوره آموزش نظامی در حالیکه وی به همراه همسر آینده اش (جیسون بیم) افسران کالج نظامی سلطنتی کانادا انتاریو بودند، مسئول امور پیشاهنگی نوا اسکوشیا را رهبری می‌کردند.
در ژانویه ۲۰۰۶ گدارد وارد افغانستان شد و در زمان مرگ عضو پیاده‌نظام سبک کانادایی شاهزاده خانم پاتریشیا (Princess Patricia's Canadian Light Infantry) از یگان توپخانه اسب سلطنتی کانادا Royal Canadian Horse) Artillery) به عنوان فرمانده توپخانه خدمت می‌کرد. او به عنوان یک فرمانده نیرومند و قابل اعتماد شناخته می‌شد که نیروهایش بسیار به وی وفادار بودند.

## نبرد
گدارد در ۱۷ می ۲۰۰۶ در جریان درگیری و آتش متقابل در ولسوالی پنجوائی کشته شد. این بخشی از یک عملیات مشترک دو روزه بین نیروهای کانادایی و افغان برای تأمین امنیت حومه قندهار پس از شایعه آماده‌سازی طالبان برای حمله به شهر بود. هنگامی که نیروها برای دستگیری ۱۵ عضو طالبان به داخل یک مسجد حرکت می‌کردند، ده‌ها تروریست پنهان شروع به تیراندازی از خانه‌های همسایه کردند. به عنوان فرمانده گردان، گدارد در نفر بر زرهی ایستاده بود که در اوایل نبرد مورد اصابت دو نارنجک راکتی قرار گرفت. نبرد در تمام روز داشت و اندکی پس از پرتاب یک بمب ۵۰۰ پوندی توسط راکول بی-۱ لنسر آمریکایی به روی نیروهای مقابل به پایان رسید. در این عملیات دو روزه گدارد، یک سرباز ارتش ملی افغانستان و ۴۰ نیروی طالبان کشته شدند. همچنین تقریباً ۲۰ عضو طالبان اسیر شدند، که در گزارش‌های اولیه به اشتباه گفته شد که ملا دادالله آخوند نیز جزو اسیران است.

## پس از درگذشت
نخست‌وزیر استیون هارپر اولین کسی بود که به مرگ نیکولا گدارد بدون ذکر نامش اشاره کرد.
ژنرال (Ret'd) ریچارد هیلیر، رئیس سابق ستاد دفاع، در زندگی‌نامه خود «یک سرباز اول: گلوله‌ها، بوروکرات‌ها و سیاست جنگ» نوشت که مقامات دفتر نخست‌وزیری به ارتش دستور دادند که بازگشت جسد سروان نیکولا گدارد به کانادا را پنهان کنند. چون نمی‌خواستند تابوت وی به همراه پرچم کانادا در اخبار دیده شود.
خانواده وی آئین تدفین وی را در کلیسای انگلیکن سنت بارناباس در کلگری ترتیب دادند که در روز جمعه ۲۶ می ۲۰۰۶ برگزار شد.
بعداً اعلام شد که همسر گدارد، جیسون بیم اولین کسی خواهد بود که صلیب یادبود را دریافت می‌کند. صلیب یادبود (همچنین به عنوان صلیب نقره ای شناخته می‌شود) به‌طور سنتی به بیوه‌ها و مادران کشته شدگان جنگ کانادا اهدا می‌شود.
پس از مرگ گدارد، سیاست‌ها در مورد سنت‌های اهدای صلیب یادبود به بیوه‌ها یا مادران کشته‌شدگان تغییر کرد. اکنون، اعضای نیروهای کانادایی باید انتخاب کنند که چه کسی صلیب یادبود (حداکثر سه نفر) را دریافت کند.

## یادبود

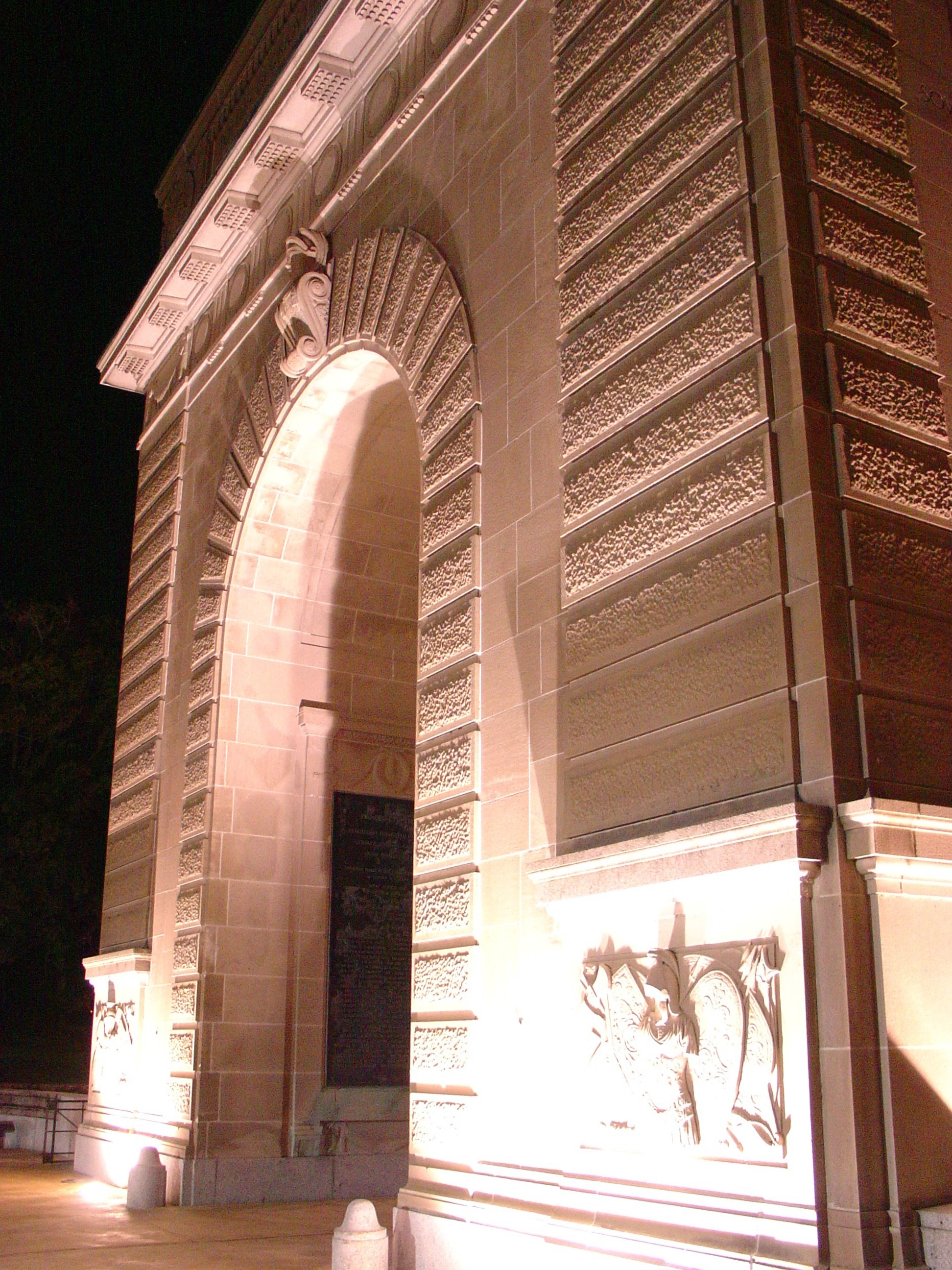
طاق یادبود

- مدرسه راهنمایی در کلگری، آلبرتا به نام او وجود دارد: مدرسه کاپیتان نیکولا گدارد.
- نام نیکولا گدارد بر روی طاق یادبود کالج نظامی سلطنتی کانادا در کینگستون، انتاریو حک شده‌است.
- همکلاسی‌ها و دوستان سروان نیکولا گدارد در کالج نظامی سلطنتی کانادا از او در مجله فارغ‌التحصیلان یاد کردند.
- پاپوآ گینه نو را روشن کنید یک پروژه توسعه بین‌المللی است که توسط بنیاد جهانی روشنایی دانشگاه کلگری و خانواده کاپیتان نیکولا گدارد به افتخار او انجام شده‌است. هدف این است که نزدیک به ۲۰۰۰ سیستم روشنایی غیرآلاینده با انرژی خورشیدی در پست‌های کمک‌های اولیه جایگزین لامپ‌های نفت سفید خطرناک شوند.
- نام نیکولا گدارد به دیوار یادبود منطقه وفادار پیشاهنگان کانادا (کینگستون، ON) در کمپ اوتر لیک اضافه شد.
- درختی به یاد کاپیتان نیکولا گودارد در پارک استانی فیش کریک کاشته شد.
- جایزه یادبود کاپیتان نیکولا گودارد به تیم برتر فوتبال زنان که در مسابقات منطقه ای حضور دارند اعطا می‌شود.
- شمشیر یادبود گدارد به بهترین ارشد توپخانه طرح آموزش افسران منظم در کالج نظامی سلطنتی کانادا برای حمل در سال چهارم اهدا می‌شود.
- دبیرستان او، دبیرستان منطقه‌ای دکتر جان هیو گیلیس، یک لوح یادبود به افتخار وی در سرسرای اصلی آویخته‌است.
- یک کشتی گشتی گارد ساحلی کانادا به نام او نامگذاری شد.[۶]